# Muzica bisericească românească
Între Bisericile care au adoptat cultul și muzica bizantină se găsește și Biserica Ortodoxă Română, unde creștinismul a pătruns încă din primele secole după Hristos. 

## Importanța muzicii bisericești din România
Românii atât ca popor cât și ca Biserică sunt cei mai vechi în aceste ținuturi răsăritene ale Europei. Faptul acesta, ca și situarea geografică în imediata apropiere a Bizanțului, precum și multiplele legături economice, culturale și religioase cu Bizanțul au făcut ca muzica bizantină nu numai să fie preluată în Biserica străromânilor și apoi a românilor, ci și să înregistreze un curs și o dezvoltare proprii.
Ceea ce face ca astăzi să se vorbească de muzica bisericească românească și să se arate un interes pentru cercetarea și cunoașterea ei cât mai depline este, în primul rând, vechimea ei, care în pofida forțelor distructive la care a fost supusă, a reușit să reziste veacuri la rând, păstrându-și nealteraltă esența și robustețea.
Un alt aspect foarte important al muzicii bizantine românești îl constituie existența unui număr impresionant de mare de manuscrise muzicale bizantine păstrate până în zilele noastre.
În străinătate există un fond de manuscrise muzicale bizantine scrise în România, fie donate, fie înstrăinate, cum sunt cele de la Mănăstirea Mahera din Cipru, mănăstirile din Ianina din Grecia, la Moscova și Leningrad, la Leipzig, Mănăstirea Leimokos din insula Lesbos, Viena, Sofia și Manchester, la Copenhaga, la Muntele Athos.

## Caracterul unitar
O caracteristică aparte  a muzicii bizantine de pe pământul țării noastre este unitatea ei. Ca și muzica populară, muzica bizantină a avut un caracter unitar la toți românii, chiar și la cei uniți cu Roma, desigur cu unele diferențieri stilistice datorate, în bună parte, influenței creației populare și mai ales oralității, ca în Banat, Transilvania și Bucovina.
Alături de cântecul popular, cântarea bisericească a constituit al doilea izvor al fenomenului sonor muzical pe pământul românesc și o pârghie de nădejde în apărarea conștiinței etnice. Și, ceea ce este și mai important, e faptul că el a rămas fidel acestui filon muzical până astăzi.

## Origini
Încă din cele mai îndepărtate secole, muzica a ocupat un loc important în structura spirituală a poporului român. Această artă minunată a sunetelor, odată cu trecerea timpului, a căpătat și o funcție informativ-istorică, oferind adesea argumente dintre cele mai importante pentru cercetarea și cunoașterea trecutului de artă și cultură al poporului nostru, stând mărturie vie în favoarea existenței pe meleagurile noastre, a unei culturi străvechi, unitare și în continuă dezvoltare. Cu ajutorul lor, ca și cu acela al datinilor, poveștilor, muzicii și poeziei populare, care constituie cum spunea Alecu Russo, adevărate arhive populare, se poate reconstitui trecutul îndepărtat, mai puțin cunoscut.
Începuturile muzicii bizantine la noi sunt strâns legate de apariția și răspândirea creștinismului oriental pe aceste meleaguri, consemnat în multe documente arheologice și istorice, cum ar fi descoperirea unor bazilici străvechi, cimitire, martiri, obiecte și inscripții creștine, ori chiar existența unei episcopii în sec. IV, la Tomis (Constanța).
Unele relatări vorbesc și despre practicarea muzicii la noi, cum este mențiunea despre martiriul Sfântului Sava de la Buzău († 372), despre care se spune ca era cântăreț de psalmi și cultiva această cântare cu mult zel. Tot din această perioadă antică ne-a rămas, de la episcopul Niceta de Remesiana (sec. IV-V), un imn „Te Deum laudamus”, care reprezintă un model de muzica ce a circulat la populația străromână. Tot o mărturie a prezenței muzicii bizantine în perioada de început este și Condacul Nașterii Domnului, creație a Sf. Roman Melodul (sec. VI), care a circulat într-o formă simplă și a cărui construcție modală este în Ehul 3 bizantin.

## Perioada modernă
La 6 iunie 1817 este atestată documentar înființarea școlii de muzică bisericească în "sistemă nouă" la biserica Sfântul Nicolae Șelari din București, profesor fiind numit Petru Manuil Efesiu († 1840), care "însuși se desăvârșise în școala nou înființată la Constantinopol".
Marii protopsalți români formați în această școală, apoi ei inșiși instruind pe alții (la scurt timp Macarie Ieromonahul era numit “epistatul” celor patru scoli de psalitichie din București), s-au adaptat, fără șovăieli și cu toată convingerea, acestui nou sistem muzical plămădit în capitala strălucitorului Bizanț de altădată, sistem care, datorită reducerii numărului de semne muzicale, fixării felurilor de tonuri, ca și a tempourilor sau tacturilor (irmologic, stihiraric și papadic) etc., aducea ceva nou în evoluția firească a acestei arte.
Acești oameni, animați de dorința lor fierbinte de a cânta “pre limba patriei” și cu ei tot românul, au reușit să impună de la început acestui mod de cântare o notă specific românească, creând astfel o muzică nouă păstrată cu sfințenie și astăzi în Biserica noastră.
În Muntenia se impun cu pregnanță marii protopsalți ca: Macarie Ieromonahul (1775-1836), care tipărește la Viena, în 1823, primele cărți de muzică bisericească în limba română: Teoreticonul, Anastasimatariul și Irmologhionul;
Anton Pann (1797-1854), care în numai paisprezece ani (1841-1854) a reușit să dea la lumină, în tipografie proprie, paisprezece titluri de cărți de muzică bisericească, la care, dacă adăugăm numărul volumelor și al retipăririlor, ajungem la o cifră impresionantă;
Ștefanache Popescu (1824-1910) a continuat munca celor doi, lăsând apoi ștafeta ilustrului său ucenic Ion Popescu-Pasărea (1871-1943), care l-a depășit chiar și pe Anton Pann prin numărul tipăriturilor muzicale. Tot aici în Muntenia au activat: Varlaam protosinghelul (1808-1894), cu ale sale inspirate axioane (Vrednică ești, Îngerul a strigat) și răspunsuri liturgice pe glasul 5; Ghelasie arhimandritul (Basarabeanul) († după 1854), creatorul frumoasei și atât de popularei Doxologii pe glasul 5; Neagu Ionescu (1837-1917) și Nicolae Severeanu (1864-1941), reprezentanții școlii buzoiene; Amfilohie Iordănescu (cca. 1870-cca. 1934), Anton Uncu (1909-1976) și mulți alții.
În Moldova se remarcă protopsalții Dimitrie Suceveanu (1813-1898), devenit celebru prin toată activitatea sa muzicală, dar mai ales prin alcătuirea și tipărirea în românește a Idiomelosului unit cu Doxastarul, la Neamț în 1856/1857; Nectarie Frimu, devenit arhiereul Nectarie Tripoleos († după 1850); Iosif Naniescu (1818-1902), de la care ne-au rămas celebrele răspunsuri liturgice pe glasul 8, păstrate cu sfințenie și astăzi, alături de cele ale lui Anton Pann, pe glasul 5, în forma lor neschimbată – creații pur românești; Filotei Moroșanu (1876-1951), de la Mănăstirea Văratec, alcătuitorul melodiei pe glasul 8 al imnului de la Vecernie “Lumină lină”, melodie ce cunoaște astăzi cea mai largă răspândire la români; Victor Ojog (1909-1973), care a alcătuit și a tipărit Anastasimatarul Sf. Mănăstiri Neamț ș.a.
În Transilvania și Banat activează următorii: George Ucenescu (1830-1896), de la școala românească din Șcheii-Brașovului, “student al domnului Anton Pann”; Dimitrie Cunțan (1837-1910), Trifon Lugojan (1874-1948), Atanasie Lipovan (1874-1947) și alții, ca unii care au consemnat în scris toate cântările bisericești care circulau pe cale orală în aceste părți de țară, unde muzica bizantină se răspândise în egală măsură.

## Reforma muzicii bisericești din secolul XX
Exact la jumătatea veacului al XX-lea a început o nouă reformă în muzica bisericească, nu de proporțiile celei de la începutul secolului al XIX-lea, dar importantă prin revizuirea cântărilor de strană (stilizarea și, în unele cazuri, scurtarea melodiilor prin eliminarea unor formule prea dificile sau depășite), prin diortosirea textelor și prin tipărirea acestor cântări pe ambele notații muzicale suprapuse (psaltică-orientală și liniară-occidentală).
Au fost tipărite până acum șase cărți, una conținând teoria muzicii psaltice (Gramatica muzicii psaltice –studiu comparativ), iar patru cuprinzând cântările necesare strănii (Vecernierul, Utrenierul, Penticostarul, Cântările Sfintei Liturghii) și preoților (Cântări la Taine și Ierurgii), urmând să fie tipărite alte două tot atât de necesare (Triodul și Idiomelarul).
Aceste cărți sunt destinate în primul rând instituțiilor de învățământ ale Bisericii noastre, preoților, cântăreților și tuturor credincioșilor care vor să cânte sau numai să studieze psaltichia prin comparație, confruntând ambele notații.
Adevărata emblemă a artei bizantine, muzica psaltică este dupa părerea unora, muzica care găsește calea cea mai rapidă către sufletul celui care o ascultă sau cântă, deoarece este o muzică care exprimă o frumusețe cerească, hristologică și o frumusețe a unui imperiu care nu a apus, ci care continuă să trăiască prin frumusețea artei sale chiar și după atât de mult timp de la prăbușirea sa.